# Latrodectus
Latrodectus là một chi nhện, trong họ Theridiidae, trong đó có 31 loài được công nhận. Nhện góa phụ là tên phổ biến là đôi khi áp dụng cho các thành viên của chi do hành vi của con cái ăn con đực sau khi giao phối, mặc dù đôi khi những con đực của một số loài không ăn sau khi giao phối, và có thể để thụ tinh cho con cái khác. Nhện góa phụ đen có lẽ các thành viên nổi tiếng nhất của chi này. Chất độc latrotoxin từ vết cắn của loài này là chất đầu độc thần kinh tương đối mạnh, có hại đối với con người vì tuyến nọc độc lớn bất thường, tuy nhiên, cú cắn của Latrodectus hiếm khi giết chết con người nếu vết thương của họ được điều trị y tế.
Theo ấn bản được xuất bản trong tạp chí Times của Ấn Độ, nhà nghiên cứu tại Đại học Hamburg tại Đức phát hiện ra rằng con nhện đực hy sinh để mang lại sức khỏe tốt cho các con của mình. Tuy nhiên, kết quả nghiên cứu của Blackledge lại không đồng tình với ý kiến này.
Tơ từ loài L. hesperus nổi tiếng với độ dai so với tơ các loài nhện khác.

## Các loài

### Châu Mỹ

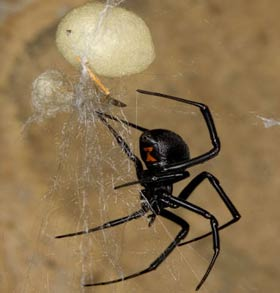
Latrodectus hesperus với túi trứng

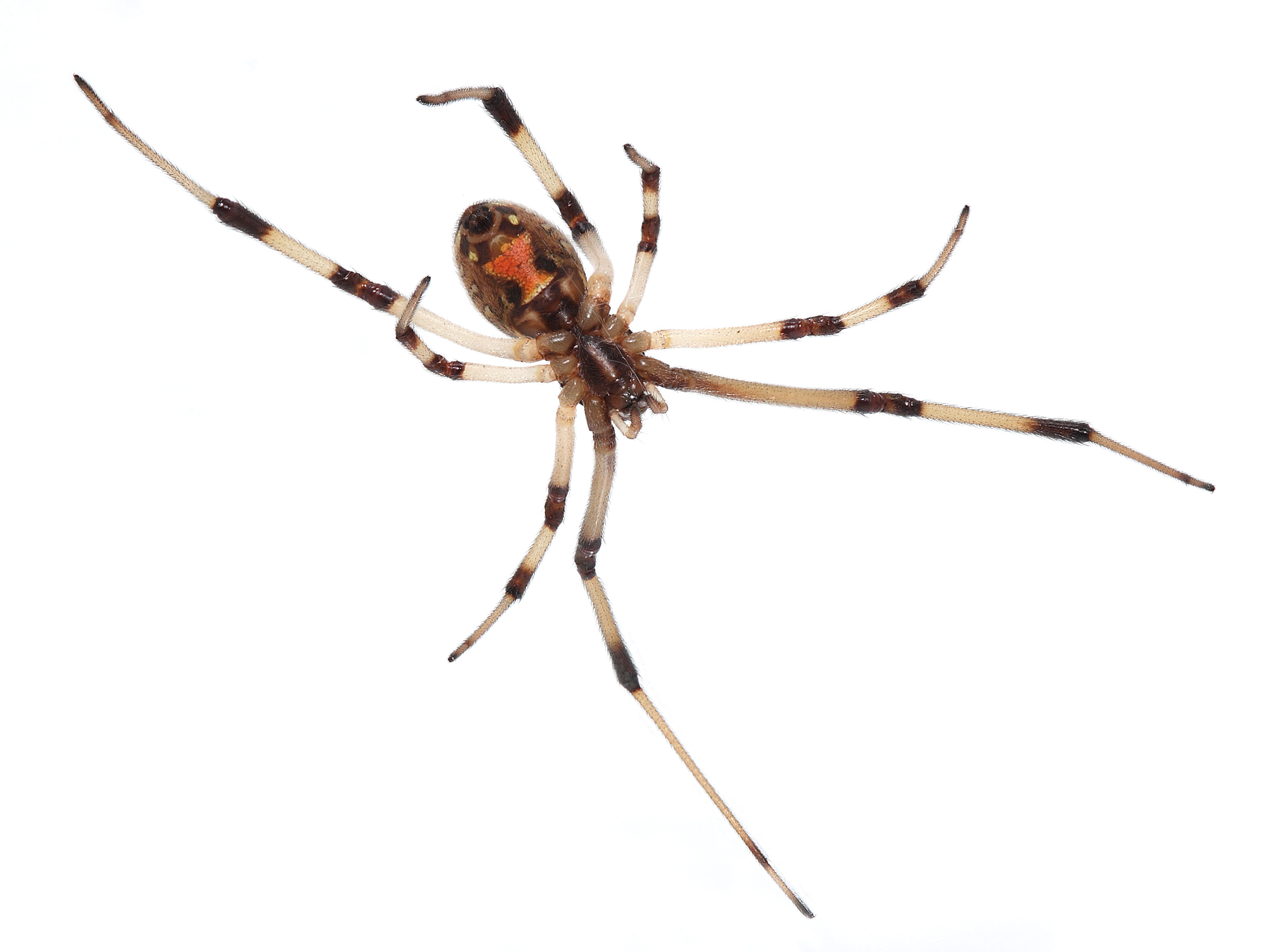
Latrodectus geometricus

Nhện góa phụ sau đây là bản địa Bắc Mỹ:
- Latrodectus bishopi, góa phụ đỏ, Florida, Hoa Kỳ
- Latrodectus hesperus, góa phụ đen phía tây, phía tây Canada, Hoa Kỳ, México.
- Latrodectus mactans, nhện góa phụ đen (đôi khi được gọi là góa phụ đen phía Nam), khu vực ấm áp của Mỹ
- Latrodectus variolus, góa phụ đen phía Bắc, từ phía đông nam cực của Canada và phía nam tới miền bắc Florida, với tần số cao hơn ở phần phía bắc của phạm vi này.

Sau đây là bản địa đến Trung và Nam Mỹ:
- Latrodectus antheratus, Paraguay, Argentina.
- Latrodectus apicalis, Quần đảo Galapagos.
- Latrodectus corallinus, Argentina
- Curacaviensis Latrodectus, Tiểu Antilles, Nam Mỹ.
- Latrodectus diaguita, Argentina
- Latrodectus mirabilis, Argentina
- Latrodectus Quartus, Argentina
- Latrodectus variegatus, Chile và Argentina

### châu Âu, Bắc Phi, Trung Đông và Tây Á

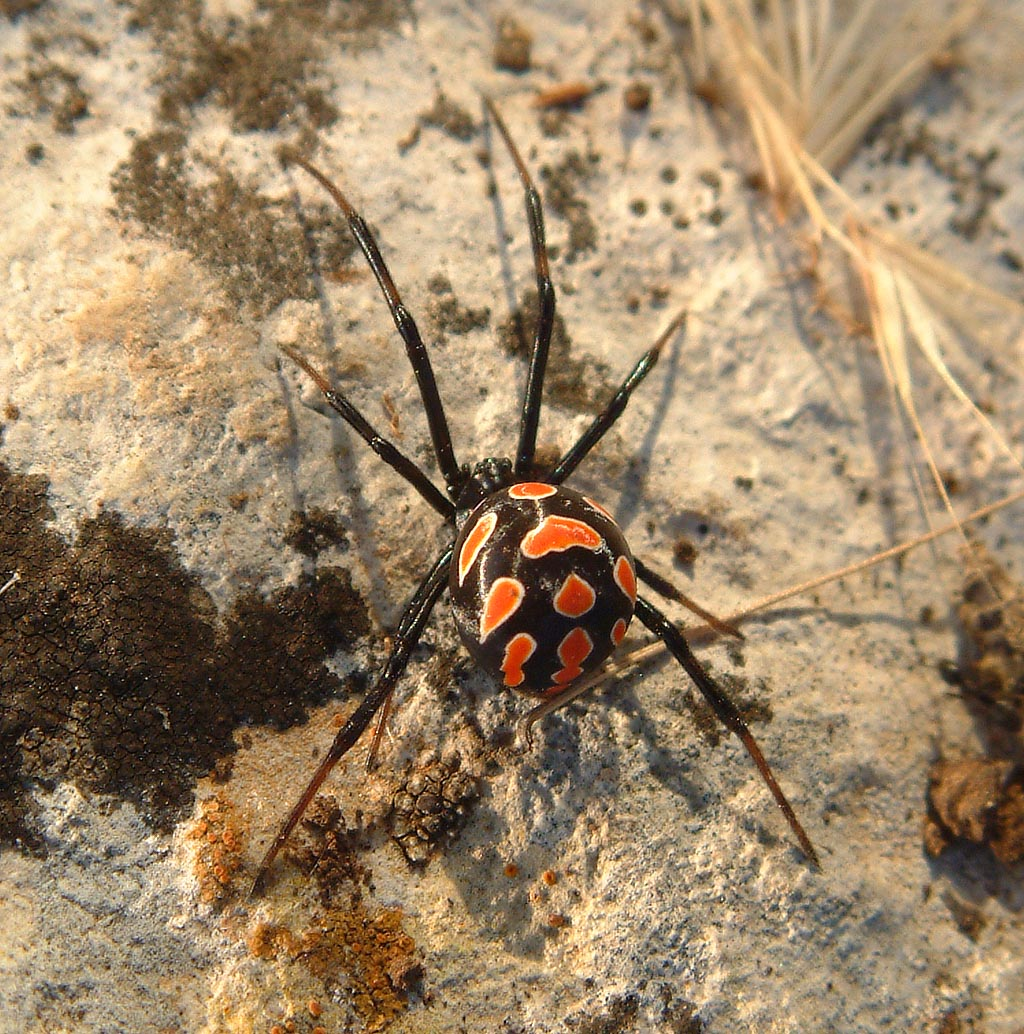
"L. tredecimguttatus " cái

Các góa phụ sau bản địa đến khu vực Địa Trung Hải, cũng như ở Tây Á:
- Latrodectus dahli, Trung Đông đến Trung Á.
- Latrodectus hystrix, Yemen, Socotra
- Latrodectus lilianae, bán đảo Iberia
- Latrodectus pallidus, góa phụ hoặc nhện trắng thảo nguyên trắng, Bắc Châu Phi, Trung Đông, Nga, Iran, Cabo Verde.
- Revivensis Latrodectus, Israel.
- Latrodectus tredecimguttatus, góa phụ đen Địa Trung Hải hoặc góa phụ đen châu Âu, khu vực Địa Trung Hải, trung tâm châu Á, Kazakhstan, cũng báo cáo trong Trung Quốc, một số mẫu vật được báo cáo "L. lugubris "

### Cận Sahara châu Phi và Madagascar
- Latrodectus cinctus, ở miền nam Châu Phi, Cabo Verde và Kuwait
- Latrodectus indistinctus, được tìm thấy trong Nam Phi và Namibia
- Latrodectus karrooensis, được tìm thấy ở Nam Phi.
- Latrodectus menavodi, tìm thấy trong Madagascar
- Latrodectus obscurior, được tìm thấy ở Cabo Verde và Madagascar.
- Latrodectus renivulvatus, được tìm thấy ở châu Phi, Ả Rập Xê Út và Yemen
- Latrodectus rhodesiensis, được tìm thấy trong Zimbabwe
- Latrodectus geometricus, được tìm thấy trong Nam Phi savanah

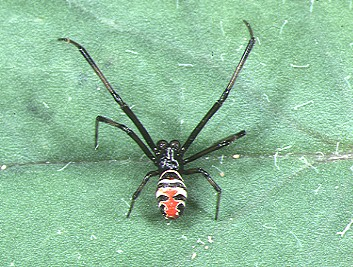
Con đực "L. elegans "từ Nhật Bản

### Nam, Đông và Đông Nam Á
- Latrodectus elegans, Trung Quốc, Myanmar, Nhật Bản
- Latrodectus erythromelas, Sri Lanka
- Latrodectus ex laos, Lào

### Úc và châu Đại Dương
- Latrodectus katipo, katipo màu đỏ, được tìm thấy trong New Zealand

### Trên toàn thế giới
Góa phụ *Latrodectus geometricus, góa phụ màu nâu, màu xám, hoặc nhện nút nâu, châu Phi, Mỹ, Nam Mỹ, Úc. Hiện chưa rõ nơi nhện này có nguồn gốc, tuy nhiên nó đã được phát hiện trong ấm áp.